# Boo! A Madea Halloween
Boo! A Madea Halloween (bra: O Halloween de Madea) é um filme de terror com comédia de 2016. , dirigido, escrito, estrelado e co-produzido por Tyler Perry .A idéia do filme se originou de um filme fictício do Halloween, mencionado no filme de Chris Rock lançado em 2014 chamado Top Five. É o oitavo filme da série Madea e o segundo a não ser adaptado de uma peça teatral (o primeiro sendo Madea's Witness Protection). O filme foi lançado em 21 de outubro de 2016 por Lionsgate, apesar de receber críticas negativas, arrecadou US $ 74,8 milhões contra um orçamento de US $ 20 milhões, tornando-o o terceiro filme da Madea com maior bilheteria.Uma sequência, Boo 2! A Madea Halloween ,foi lançado em 20 de outubro de 2017.

## Sinopse
A saga de Madea (Tyler Perry), uma senhora de meia-idade pra lá de excêntrica, ganha ares épicos quando a vovó é a principal responsável por conter uma praga zumbi que assola a cidade durante o halloween.

## Elenco
- Tyler Perry como Mabel "Madea" Simmons , Brian Simmons e Tio Joe Simmons
- Cassi Davis como Betty Ann "tia Bam" Murphy
- Patrice Lovely como Hattie Mae Love
- Diamante Branco como Tiffany Simmons
- Liza Koshy como Aday Walker
- Yousef Erakat como Jonathan
- Bella Thorne como Rain Mathison[5]
- Lexy Panterra como Leah Devereaux
- Andre Hall como Quinton
- Brock O'Hurn como cavalo
- Kian Lawley como Bean Boy
- JC Caylen como Mikey
- Jimmy Tatro como Sean
- Tyga como Ele mesmo
- Mike Tornabene como Dino
- Andrew Rush como policial
- Bradley Martyn como Frat Boy # 9
- Mario Rodriguez como Frat Boy # 10

## Produção
A produção do filme começou em meados de janeiro de 2016 em Atlanta; filmagem concluída dentro de seis dias. Em 4 de março de 2016, a Lionsgate lançou um teaser trailer do filme e em 14 de julho foi lançado o trailer oficial, além de um pôster parodiando Halloween (1978).

## Recepção

### Bilheteria
Faturou US $ 73,2 milhões na América do Norte e US $ 1,6 milhão em outros territórios, num total mundial de US $ 74,8 milhões, contra um orçamento de US $ 20 milhões. O filme foi lançado em 21 de outubro de 2016 ao lado de Ouija: Origin of Evil, Mantendo-se com os Jones e Jack Reacher: Never Go Back e era esperado arrecadar entre 15 e 17 milhões de dólares de 2.260 cinemas em seu primeiro fim de semana. O filme arrecadou US $ 9,4 milhões em seu primeiro dia (incluindo US $ 855.000 em visualizações de quinta-feira à noite) e US $ 27,6 milhões acima do esperado no fim de semana de estréia, terminando em primeiro lugar nas bilheterias e classificado como a quarta melhor estreia de um filme de Perry. No segundo final de semana, o filme faturou US $ 17,2 milhões (queda de apenas 39,6%) e, apesar de enfrentar a concorrência com o novato Inferno (US $ 14,9 milhões), permaneceu em primeiro lugar nas bilheterias.

### Resposta crítica
No site de agregação de críticas o Rotten Tomatoes ,O filme tem uma classificação de aprovação de 19% com base em 42 críticas, com uma classificação média de 3,88 / 10. O consenso crítico do site diz: " Boo! Um Madea Halloween não ganhará a franquia de longa data de Tyler Perry muitos novos convertidos, mas com nove filmes e contando, dificilmente precisará". O Metacritic ,que atribui uma classificação normalizada, o filme tem uma pontuação de 30/100, com base em críticas de 14 críticos, indicando "críticas geralmente desfavoráveis". As audiências consultadas pelo CinemaScore deram ao filme uma nota média de "A" em uma escala de A + a F.
Tyler Perry foi indicado ao framboesa de ouro de 2016 nas categorias de pior diretor e pior atriz além de uma cena do filme ser indicado na categoria de Pior combinação de telas.

## Sequência
Em maio de 2017, a Lionsgate anunciou que uma sequência intitulada Boo 2! Um Madea Halloween seria lançado em 20 de outubro de 2017.